# Sarcelle élégante
Sibirionetta formosa
Genre
Espèce
Statut de conservation UICN

 LC  : Préoccupation mineure
Statut CITES
La Sarcelle élégante, sarcelle Baikal ou sarcelle de Formose (Sibirionetta formosa, anciennement Anas formosa) est une espèce d'oiseaux aquatiques de la famille des Anatidae.

## Description

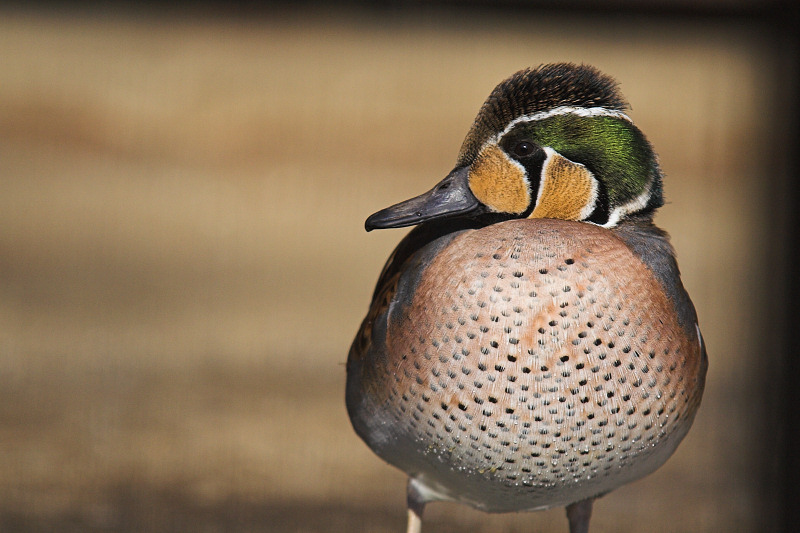
Sarcelle élégante

D'une taille de 39 à 43 cm, elle est de taille supérieure à la sarcelle d'hiver. Son envergure varie 65 à 75 cm pour un poids allant de 350 à 500 grammes.
La sarcelle élégante mâle adulte a le bec gris foncé, l’iris brun, les pattes grises ou gris jaunâtre avec les palmes foncées.

### Plumage
En période nuptiale, le dimorphisme sexuel du mâle et de la femelle est évident car le mâle est tellement coloré que cela ne pose aucun problème. Comme beaucoup de sarcelles.
Le mâle a du vert et du jaune séparé par des traits blancs et noirs sur la tête. L'abdomen est blanc. Les flancs et la poitrine sont séparés par un trait blanc vertical. De longues scapulaires sont présentes sur le dos. Elles sont de couleur noir et jaune.
La femelle a les flancs marron bien tachetés, une ligne horizontale brun foncé au niveau de l’œil, une autre ligne verticale au même niveau formant une croix avec la précédente et une tache blanche a la base du bec.
En éclipse, le mâle a un plumage plus roux et les dessins de la tête sont moins nets et il est légèrement plus gros que la femelle.

## Comportement

### Alimentation
Elle se nourrit de plantes aquatiques, de graines, de petits crustacés ou mollusques et d'insectes.

### Comportement social

#### Chants
Principalement en période de reproduction le mâle sarcelle Baïkal, lance son chant lorsqu’il est en groupe, sur l’eau et en vol. Les males se répondent, souvent incessamment. C’est un profond claquement « wot-wot-wot », .
Les femelles émettent un « couac » bas.

### Reproduction
Elle se reproduit dès la première année. La reproduction s'effectue au printemps (d'avril à juin selon la latitude). 
La femelle construit un nid dans la végétation pour y pondre 6 à 9 œufs brun-jaune qu'elle couve durant 24-25 jours. Le couple élève les jeunes qui seront volant vers l'âge de 45 à 50 jours.

## Répartition et habitat

### Répartition
Espèce originaire de l'Est de la Sibérie jusqu'au Kamchatka.

#### Population
Devenue moins commune dans le milieu naturel, ses effectifs semble avoir connu une baisse passant d'une population estimée à 1 million d'individus en 1980 à 600 000 en 2000, le volume de la population restant toutefois à préciser par des études complémentaires. La baisse des effectifs est attribuée à la perte d'habitats favorables et aux dérangements importants en Chine et en Corée à la suite du développement de l'agriculture. La chasse au départ incriminée ne semble plus avoir d'effets susceptibles de causer des problèmes au volume global des effectifs.

### Habitat
La sarcelle élégante aime les zones humides terrestres comme les mares, les marais, les tourbières, les petits lacs et les rivières, dans des zones boisées et dans la toundra. En hiver, elle fréquente les étendues peu profondes d’eau douce, les marais et les côtes abritées.
Elle vit dans les zones humides des forêts de la toundra sibérienne où elle se reproduit.

### Migration
Elle migre vers l'Est de l'Asie (Corée, Japon, Taiwan, Chine, Vietnam notamment). En Chine , d'énormes concentrations de plusieurs dizaines de milliers d'individus sont observables dans les zones d'hivernage.

## Systématique
D'après Alan P. Peterson, c'est une espèce monotypique. Sibirionetta formosa = Formose du latin formosa (magnifique)